# L'Homme au masque de cire
Pour plus de détails, voir Fiche technique et Distribution.
L'Homme au masque de cire (House of Wax) est un film américain réalisé par André de Toth, sorti en 1953. Ce film tourné en relief stéréoscopique est un remake de Masques de cire (Michael Curtiz, 1933).
Il est inscrit en 2014 au National Film Registry pour être conservé à la bibliothèque du Congrès.

## Synopsis
New-York, 1902. Un artiste sculpteur d'exception crée et dirige son musée de cire. Son associé le trahit bientôt et met le feu à ses œuvres et à son musée. Dans l'incendie, le génial créateur est très gravement brûlé. Dix ans plus tard, le sculpteur sur cire réapparaît miraculeusement guéri pour inaugurer un nouveau musée aux États-Unis. Il choisit alors d'y exposer un thème très spécial : l'horreur d'assassinats, exécutions et tortures célèbres ou d'actualité. Mais bientôt, l'épouvante semble rôder à proximité du musée de cire car d'inquiétantes disparitions commencent à se produire.

## Fiche technique
- Titre original : House of Wax
- Titre français : L'Homme au masque de cire
- Réalisation : André de Toth
- Scénario : Crane Wilbur, d'après une histoire originale de Charles Belden
- Directeurs de la photographie : Bert Glennon, Peverell Marley
- Directeur artistique : Stanley Fleischer
- Musique : David Buttolph
- Producteur : Bryan Foy
- Sociétés de production : Bryan Foy Productions, Warner Bros.
- Montage : Rudi Fehr
- Ingénieur du son : Charles Lang
- Décors : Lyle B. Reifsnider
- Costumes : Howard Shoup
- Genre : film d'horreur
- Pays de production :  États-Unis
- Durée : 84 minutes
- Langue : Anglais
- Couleur : Couleurs (WarnerColor)
- Format : 1.37 : 1 - Système 3D Natural Vision
- Son : Mono | Stereo (WarnerPhonic/RCA)
- Dates de sortie : 
  - États-Unis : 10 avril 1953
  - France : 17 juin 1953

## Distribution
- Vincent Price (VF : Raymond Loyer) : Prof. Henry Jarrod
- Frank Lovejoy (VF : Robert Dalban) : Lt Tom Brennan
- Phyllis Kirk (VF : Jacqueline Porel) : Sue Allen (VF : Claude)
- Carolyn Jones (VF : Jacqueline Ferrière) : Cathy Gray (VF : Catherine)
- Paul Picerni (VF : René Arrieu) : Scott Andrews (VF : Jean)
- Roy Roberts (VF : Pierre Morin) : Matthew Burke (VF : Mathieu)
- Charles Buchinsky : Igor
- Paul Cavanagh (VF : Abel Jacquin) : Sidney Wallace
- Dabbs Greer (VF : Pierre Leproux) : Sgt Jim Shane
- Reggie Rymal (VF : Claude Péran) : le bonimenteur
- Frank Ferguson (VF : Émile Duard) : le médecin légiste
- Jack Kenney (VF : Raymond Rognoni) : M. Flannigan
- Riza Royce (VF : Lita Recio) : Mme Flannigan, la logeuse
- Lyle Latell (VF : Jean Clarieux) : le serveur du Can-Can
- Angela Clarke : Mme Andrews
- Eddie Parks (VF : Paul Ville) : un brancardier
- Grace Lee Whitney : une danseuse de cancan
- Nedrick Young : Leon Averill

Acteurs non crédités :
- Grandon Rhodes : un chirurgien
- Philip Tonge : Bruce Allison

## Distinction
Le film est inscrit en 2014 au National Film Registry pour être conservé à la bibliothèque du Congrès.

## DVD / Blu-ray
Le film a eu droit à deux sorties sur les deux supports en France :
- L'homme au masque de cire (DVD-9 Keep Case et DVD avec surétui cartonné en édition collector) sorti le 8 mars 2006 édité par Warner Bros et distribué par Warner Home Vidéo France. Le ratio écran est en 1.33:1 plein écran 4:3 en couleur. L'audio est en Français, Anglais et Italien Mono 2.0 avec présence de sous-titres Français, Anglais, Italiens, Néerlandais, Arabes, Roumains, Anglais et Italiens pour sourds et malentendants. En supplément le film Masques de cire réalisé par Michael Curtiz en 1933 et une featurette d'époque de 2 minutes. Il s'agit d'une édition Zone 2 Pal [2].

- L'homme au masque de cire (lot Blu-ray 3D active + Blu-ray 2D) (2 BD-50) sorti le 23 octobre 2013 édité par Warner Bros et distribué par Warner Home Vidéo France. Le ratio écran est en 1.37:1 16:9 1080p MVC. L'audio est en Français, Castillan, Italien et Allemand 1.0 Dolby Digital et en Anglais 2.0 DTS HD avec sous-titres Français, Castillans, Espagnols, Brésiliens et Anglais, Allemands, Italiens pour sourds et malentendants. En suppléments un documentaire sur le film, commentaires audio de spécialistes du cinéma, actualités d'époque, bande annonce originale et le film Le mystère du musée de cire datant de 1933. Il s'agit d'une édition Zone A, B et C [3].

## Sur le même thème
- En 1924, Le Cabinet des figures de cire de Leo Birinsky et Paul Leni.
- En 1933, Masques de cire de Michael Curtiz
- En 1997, Le Masque de cire de Sergio Stivaletti.
- En 2005, La Maison de cire de Jaume Collet-Serra (dont seul le lieu où se déroule l'action est commun avec le film original).